# Le Nécrophile (roman)
Le Nécrophile est le premier livre publié de Gabrielle Wittkop, en 1972. Sous la forme d'un journal intime, il retrace les amours nécrophiles d'un antiquaire, Lucien N. Cet amateur d'art funèbre japonais aime les cadavres, qu'il recherche dans les endroits les plus insolites. Ce texte érotique, plongeant dans les jouissances interdites, parvient à brosser le portrait d'un « amoureux sans pareil » qui vit, jusque dans les ultimes manifestations de la mort, le déchirement de la séparation et de l'amour impossible.